# Lutu Ira

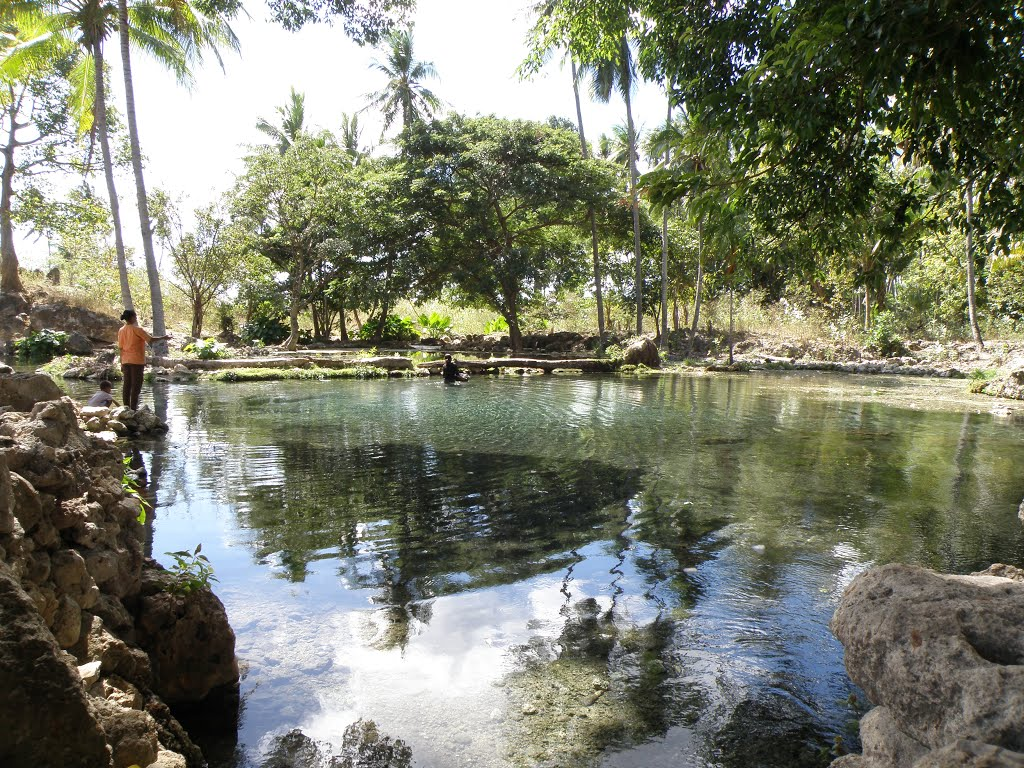
Die Quelle Lutu Ira

Lutu Ira (Lutu: deutsch ein Getreidemörser, der aus einem Baumstamm gemacht wurde) ist eine natürliche Quelle im osttimoresischen Dorf Ira'ara (Suco Parlamento, Gemeinde Lautém). Aus mehreren Stellen tritt das Wasser hier aus einem Felsen aus und sammelt sich in einem Becken unter riesigen Feigenbäumen. Es wird als Trinkwasser, zum Waschen und Bewässern von Feldern und Gärten verwendet. In dem Becken leben Guppys (Poecilia reticulata) und Afrikanische Raubwelse (Clarias gariepinus).